# Черноярский сельсовет (Астраханская область)
Черноя́рский сельсове́т — муниципальное образование в Черноярском районе Астраханской области, административный центр — село Чёрный Яр.

## История
6 августа 2004 года в соответствии с Законом Астраханской области № 43/2004-ОЗ установлены границы муниципального образования, сельсовет наделен статусом сельского поселения.
Законом Астраханской области от 1 июня 2016 года № 27/2016-ОЗ, 1 сентября 2016 года были преобразованы, путём их объединения, «Вязовский сельсовет», «Каменноярский сельсовет», «Село Зубовка», «Село Поды», «Село Солёное Займище», «Село Ступино», «Солодниковский сельсовет», «Старицкий сельсовет» и «Черноярский сельсовет» — в «Черноярский сельсовет», наделённый статусом сельского поселения, с административным центром в селе Чёрный Яр.

## Население
| 2010    | 2012    | 2013    | 2014    | 2015  | 2016  | 2017    |
| ------- | ------- | ------- | ------- | ----- | ----- | ------- |
| 7809    | ↘7768   | ↘7659   | ↘7647   | →7647 | ↘7528 | ↗17 880 |
| 2018    | 2019    | 2020    | 2021    |       |       |         |
| ↘17 682 | ↘17 332 | ↘17 121 | ↗18 094 |       |       |         |

## Состав сельского поселения
До 1 сентября 2016 года сельсовет включал 3 населённых пункта:
| № | Населённый пункт | Тип населённого пункта       | Население |
| - | ---------------- | ---------------------------- | --------- |
| 1 | Барановка        | село                         | →25       |
| 2 | Нагольный        | хутор                        | →1        |
| 3 | Чёрный Яр        | село, административный центр | ↘6775     |

С 1 сентября 2016 года сельсовет включает 16 населённых пунктов
| №  | Населённый пункт           | Тип                          | Население | бывшее муниципальное образование |
| -- | -------------------------- | ---------------------------- | --------- | -------------------------------- |
| 1  | Барановка                  | село                         | →25       | Черноярский сельсовет            |
| 2  | Бундин                     | хутор                        | →24       | Каменноярский сельсовет          |
| 3  | Вязовка                    | село                         | ↘900      | Вязовский сельсовет              |
| 4  | Зелёный Сад                | посёлок                      | →59       | Солодниковский сельсовет         |
| 5  | Зубовка                    | село                         | ↘1351     | Село Зубовка                     |
| 6  | Кальновка                  | село                         | ↗109      | Вязовский сельсовет              |
| 7  | Каменный Яр                | село                         | ↘923      | Каменноярский сельсовет          |
| 8  | МТФ колхоза имени Калинина | посёлок                      | →11       | Старицкий сельсовет              |
| 9  | Нагольный                  | хутор                        | →1        | Черноярский сельсовет            |
| 10 | Поды                       | село                         | →791      | Село Поды                        |
| 11 | Раздольный                 | посёлок                      | →12       | Каменноярский сельсовет          |
| 12 | Солёное Займище            | село                         | ↗2201     | Село Солёное Займище             |
| 13 | Солодники                  | село                         | ↘1574     | Солодниковский сельсовет         |
| 14 | Старица                    | село                         | ↘2034     | Старицкий сельсовет              |
| 15 | Ступино                    | село                         | ↗532      | Село Ступино                     |
| 16 | Чёрный Яр                  | село, административный центр | ↘6775     | Черноярский сельсовет            |